# گوناگونه
گوناگونه به مجموعه‌ای از آثار مختلف نوشته‌شده توسط نویسندگان مختلف اطلاق می‌شود. به معنای ترکیب، مجموعه یا دسته‌ای از آثار، یک گوناگونه می‌تواند شامل آثاری در زمینه‌های مختلف و در انواع شکل‌های مختلف باشد. برخلاف گلچین‌ها که هدفشان ارائهٔ یک دیدگاه انتخابی و معتبر از ادبیات است، گوناگونه‌ها برای سرگرمی مخاطبان معاصر تولید می‌شدند و بنابراین بیشتر بر جمعی بودن و محبوبیت تأکید دارند. لورا ماندل و ریتا رالی می‌گویند:
این تفاوت آخر معمولاً در تفاوت‌های اصلی بین گلچین‌ها از یک سو، و سایر انواع مجموعه‌ها از سوی دیگر آشکار است، زیرا در گلچین‌ها اشعاری از برتری، «بهترین شعر انگلیسی» خوانده می‌شود، در حالی که در سایر مجموعه‌ها اشعار جالب توجه خوانده می‌شود. از تفاوت‌های بین اصل انتخاب (گلچین) و اصل جمع‌آوری (گوناگونه‌ها و زیبایی‌ها) است که تفاوت در ارزش زیبایی‌شناسی به وجود می‌آید، که دقیقاً همان موضوعی است که در بحث‌ها دربارهٔ «مناسب‌ترین» مواد برای گنجاندن در کانون مطرح است.
گوناگونه‌های دست‌نویس در قرون وسطی اهمیت زیادی دارند و منابع بسیاری از اشعار کوتاه بازمانده از دورهٔ قرون وسطی به زبان‌های محلی هستند. گوناگونه‌های قرون وسطی اغلب شامل انواع مختلفی از متون هستند که شعر را با اسناد قانونی، دستورالعمل‌ها، موسیقی، ادبیات پزشکی و مذهبی و سایر انواع متون ترکیب می‌کنند و در زمینه‌های قرون وسطی، ترکیب انواع مختلف متون اغلب به عنوان شرط لازم برای توصیف یک دست‌نویس به عنوان گوناگونه در نظر گرفته می‌شود. این مجموعه‌ها ممکن است به عنوان یک مجموعه نوشته شده باشند، یا نمایانگر دست‌نویس‌هایی از منابع مختلف باشند که بعداً برای راحتی به هم متصل شده‌اند. در عصر جدید اولیه، گوناگونه‌ها همچنان در یک زمینهٔ ادبی محدودتر، هم در شکل‌های دست‌نویس و هم چاپی، اهمیت داشتند، عمدتاً به عنوان وسیله‌ای برای جمع‌آوری قطعات کوتاه شعر، اما همچنین آثار دیگر. تعداد آنها تا اوج اهمیت خود در قرن هجدهم افزایش یافت، زمانی که بیش از ۱۰۰۰ مجموعهٔ شعر انگلیسی منتشر شد، قبل از ظهور گلچین‌ها در اوایل قرن نوزدهم. گوناگونهٔ چاپی به تدریج به فرمت مجله‌های منتشر شده به‌طور منظم تبدیل شد و بسیاری از مجله‌های اولیه از این واژه در عناوین خود استفاده می‌کردند.